# Le Corbeau
Le Corbeau (bra: Sombra do Pavor, também conhecido como Cartas Anônimas ou O Corvo) é um filme Francês de 1943 dirigido por Henri-Georges Cluzot e escrito por Cluzot e Louis Chavance. O filme estrela Pierre Fresnay no papel do Dr. Rémy Germain, um médico em uma pequena cidade francesa cujos moradores começam a receber cartas assinadas pelo Corvo contendo segredos escuros e acusações perigosas sobre os outros moradores.
O filme causou sérios problemas a seu diretor após a Segunda Guerra Mundial, uma vez que havia sido produzido pela Continental Films, uma compania de produção alemã estabelecida perto do início da Ocupação da França, e porque o filme fora visto pela resistência e pela imprensa comunista como difamador do povo Francês. Por causa disso, Clouzot foi proibido de dirigir França pelo resto de sua vida, mas após protestos a decisão foi revocada em 1947. O filme no entanto foi suprimido até 1969. Um remake americano dirigido por Otto Preminger e intitulado The 13th Letter foi lançado em 1951.

## Enredo
Em uma pequena cidade Francesa, cartas injuriosas assinadas pelo misterioso Corvo são enviadas a diversos moradores. As cartas começam acusando o Doutor Germain de praticar abortos ilegais e de ser o amante de Laura Vorzet, a jovem esposa do velho psiquiatra, o Dr. Vorzet. A partir disso, praticamente todos os moradores dessa pequena comunidade recebem cartas pelo Corvo, acusando pessoas próximas ou revelando segredos, mas sempre voltando à principal vítima, o Dr. Germain. A situação leva a confrontamentos e violência, culminando na morte por suicídio de François, um paciente com câncer que descobre que sua doença é terminal. Enquanto a cidade busca um culpado, a mãe de François jura matar o Corvo de vingança.
A enfermeira Marie Corbin (que é irmã de Laura) se torna a principal suspeita e é presa, mas as cartas não param de ser enviadas. Quando uma carta é lançada da galeria da igreja, torna-se evidente que o Corvo deve ser uma das pessoas sentadas lá. Eles são reunidos na escola para recopiar as cartas do Corvo, ditadas pelo Dr. Vorzet, para comparar a caligrafia . A amante de Germain, Denise, se torna suspeita quando desmaia durante o ditado, porém quando confrontada por Germain ela nega é indica que Laura está em perigo. Germain vai a casa dos Vorzet para investigar e acaba descobrindo traços das cartas do Corvo na escrivaninha de Laura. O Dr Vorzet revela que Laura sofre de problemas mentais mas que não pode dar a ordem para interna-la por ser seu marido. Germain concorda em assinar uma nota médica atestando a insanidade de Laura e ela é levada para um hospício. Quando Germain volta para ver Vorzet após a partida de Laura ele o encontra morto em sua mesa, assassinado pela mãe do paciente No momento em que a ambulância leva Laura, Germain  encontrar o Dr. Vorzet morto em sua mesa, sua garganta cortada pela mãe de François, enquanto ele escrevia a triunfante ultima carta assinada pelo Corvo.

## Elenco
- Pierre Fresnay... Doutor Rémy Germain
- Ginette Leclerc... Denise Saillens
- Pierre Larquey... Doutor Michel Vorzet
- Héléna Manson... Marie Corbin
- Pierre Bertin... O Subprefeito
- Liliane Maigné... Rolande Saillens
- Roger Blin... François
- Micheline Francey... Laura Vorze

## Produção
O filme é vagamente baseado em um caso na cidade de Tulle, Limousino, em 1917. Cartas anônimas foram enviadas por alguém assinando "o olho do tigre". A primeira versão do roteiro foi escrita por Louis Chavance logo após o incidente das cartas de Tulle, e anos antes do filme finalmente ser produzido.
Le Corbeau foi produzido pela Continental Films, que além de ser uma compania alemã estabelecida durante a ocupação, era conhecido por fazer filmes de detetive "com um tom leve, até cômico" e muitas vezes estrelando Pierre Fresnay, que fez o papel de Germain neste filme. Clouzot trabalhou anteriormente com Fresnay em outro projeto da Continental Films, L'Assassin habite au 21  de 1942. O escritor Joseph Kessel mais tarde criticou as origens do filme na Continental, observando que Le Corbeau foi financiado pelos alemães, e nesse contexto poderia ser visto como um testamento da corrupção francesa. Kessel questionou se o filme teria sido feito se fosse ambientado na Alemanha.
Foi filmado nos Estúdios Billancourt, em Paris,  e também em Montfort-l'Amaury .

## Lançamento
Le Corbeau foi lançado na França em 28 de setembro de 1943. Embora Le Corbeau tenha sido banido depois da guerra e a esquerda tenham suportado manter a proibição, o filme foi exibido em cineclubes por toda a França e atraiu milhares de espectadores.

## Recepção
Em 1947, o filme foi lançado comercialmente, com o escritor Henri Jeanson elogiando-o como uma peça importante no cinema francês, argumentando que era repulsivo, mas, quando comparado à realidade, tornava-se quase romântico. Apesar de criticar suas origens, Joseph Kessel, escrevendo em resposta a Jeanson, disse que Le Corbeau era indiscutivelmente um filme notável.
Escrevendo em 2004, o professor Alan Williams considerou Le Corbeau o "primeiro clássico filme noir francês ", embora tenha sido feito antes do termo ser cunhado. Ele encontrou um humor discreto no roteiro e também argumentou que ele propunha "um debate filosófico sobre os efeitos da ocupação alemã", comparando a atmosfera criada pelas cartas do Corvo com a de Ocupação.
Um legado notável do filme foi tornar "corvo" em um termo para um informante malicioso. Em 2006, o filme viu um ressurgimento na sua popularidade em Paris após o caso Clearstream, em que cartas anônimas acusavam os políticos franceses de ter contas bancárias ocultas.